# Vladimír Dosoudil
Vladimír Dosoudil (11. března 1905, Čechy pod Kosířem – 25. srpna 1942, Mauthausen) byl český soudce a odbojář.

## Biografie
Vladimír Dosoudil se narodil 11. března 1905 v Čechách pod Kosířem nedaleko Prostějova do rodiny tamního učitele Jana Dosoudila a jeho manželky Bohumily, roz. Dopitové, dcery řezníka. Jeho bratrem byl lékař a ředitel Mariánských Lázní Jan Dosoudil. V roce 1923 odmaturoval na gymnáziu v Prostějově a následně mezi lety 1923 a 1928 absolvoval Právnickou fakultu Masarykovy univerzity v Brně. Po studiu nastoupil na pozici okresního soudce do Třebíče, kde působil do roku 1932, od roku 1933 pak pracoval jako okresní soudce v Rožnově pod Radhoštěm, posléze působil také jako předseda okresního soudu v Konici, v Konici působil také jako místostarosta místního spolku Sokol. Během druhé světové války působil v organizaci Obrana národa, měl se podílet na přechodu hranic československých vojáků. V říjnu roku 1941 byl zatčen gestapem a uvězněn postupně v Olomouci, v brněnských Kounicových kolejích a posléze byl přesunut do Mauthausenu, kde byl umístěn do práce v kamenolomu. V srpnu roku 1942 v Mauthausenu zemřel.
Pohřben byl na hřbitově v Tuřanech.
Byl roku 1946 in memoriam vyznamenán Československým válečným křížem 1939, v roce 1947 byl posmrtně jmenován vrchním soudním radou zemského soudu v Brně. Jeho jméno je uvedeno na pomníku obětem válek v Konici a Čechách pod Košířem a také na pamětní desce na Hanácké ulici v Tuřanech.